# Jaroslav Kasan
Jaroslav Kasan (18. března 1933 Zlín - 27. července 2014 Benešov) byl český muzikolog a hudební publicista.

## Dílo
- Výzkum současné hudebnosti I. – III.,, vydal Československý rozhlas, Praha 1969. (I. a II. díl společně s Vladimírem Karbusickým, III. díl připravil Kasan po odchodu Vladimíra Karbusického do emigrace k vydání sám)[1]
- Pavel Bořkovec – Osobnost a dílo, úvodní stať a redakce sborníku, Panton, 1964[2]
- Artopedia (galerie světového malířství). Encyklopedický projekt na CD, vydal Terasoft, I. vydání 1998, II. vydání 2003, III. vydání 2005